# León (provins)
 For alternative betydninger, se León. (Se også artikler, som begynder med León)
León (Llionsk: Llion) er en provins i det nordvestlige Spanien, i den nordvestlige del af den autonome region Castilien og Leon. Den grænser til provinserne Lugo, Orense, Zamora, Valladolid, Palencia, Cantabrien og Asturien. León har et areal på 15.570 km² og er dermed blandt de større provinser i Spanien.
Det bor omkring en halv million mennesker i provinsen og en fjerdedel af disse bor i provinshovedstaden León.